# Striatosedulia
Striatosedulia es un género de saltamontes de la subfamilia Catantopinae, familia Acrididae. Este género se encuentra en Indochina (Vietnam, Tailandia).

## Especies
Las siguientes especies pertenecen al género Striatosedulia:
- Striatosedulia beybienkoi Storozhenko, 2005 (Tailandia)
- Striatosedulia cattiensis Dawwrueng, Storozhenko & Asanok, 2015 (Vietnam)
- Striatosedulia ingrishi Storozhenko, 1992 (Vietnam)
- Striatosedulia pluvisilvatica Ingrisch, 1989 (Tailandia)
- Striatosedulia pooae Tan, Dawwrueng & Artchawakom, 2017 (Tailandia)